# Stiftung Gesundheit und Ernährung Schweiz
Die Stiftung Gesundheit und Ernährung Schweiz ist eine schweizerische Non-Profit-Organisation in den Bereichen Bildung und Gesundheit. Sie wurde im April 2014 als gemeinnützige Stiftung G+E, Gesundheit und Ernährung offiziell im Handelsregister des Kantons Luzern eingetragen und im Januar 2018 in Stiftung Gesundheit und Ernährung Schweiz umbenannt. Die unter CHE-407.149.898 eingetragene gemeinnützige Stiftung untersteht der staatlichen Aufsicht und ist durch die Zentralschweizer BVG- und Stiftungsaufsicht (ZBSA) steuerbefreit.
Die Stiftung mit Sitz in Meggen LU wurde von Ernst Erb, einem Verfechter der pflanzlichen Ernährung und Entwickler des Erb-Müeslis, ins Leben gerufen. Seine Motivation zur Gründung der Stiftung und seine Umstellung auf Rohkost gründeten in einer Krebsdiagnose im Jahr 1978, im Alter von 41 Jahren. In einem Interview erklärte Erb, dass sich Vegetarier, Veganer und Rohköstler oft ungesund ernährten, weil ihnen grundlegendes Ernährungswissen fehle. Erklärter Auftrag und Zweck der Stiftung sind deshalb „die Entwicklung und Veröffentlichung von Informationen zum Thema Gesundheit mit Schwerpunkt auf gesunde Ernährung.“ Der Gründer finanziert die Stiftung selbst. Auf der offiziellen Website der Stiftung heisst es, sie wolle „über die Zusammenhänge zwischen Lebensstil und Wohlstandskrankheiten informieren - auf der Grundlage wissenschaftlicher Forschung, die nicht durch Industrieinteressen beeinträchtigt ist“.
Die Stiftung ist über ihre Online-Plattform tätig, auf der sie in fünf verschiedenen Sprachen Informationen zu veganer und roh-veganer Ernährung bereitstellt. Im Mittelpunkt stehen umfassende Beschreibungen von veganen Lebensmitteln und deren gesundheitliche Wirkungen inkl. Nährwerttabellen und Lebensmittelpreisen von bekannten Grossverteilern aus den D-A-CH-Ländern. Ergänzend dazu finden sich Informationen zu Anbau, Erntesaison und Verarbeitung des Lebensmittels sowie Angaben zum ökologischen Fussabdruck und dem Wasserverbrauch. Rezepte und Tipps zur Zubereitung zeigen, wie man die Lebensmittel in der Küche verwenden kann. Neben Nährstoffbeschreibungen gibt es auch Artikel zu ausgewählten sekundären Pflanzenstoffen. Die Website enthält zudem Rezensionen zu wichtigen Sachbüchern und Studien aus dem Bereich Ernährung, wie The China Study von T. Colin Campell.